# Trivalea-Moșteni
Trivalea-Moșteni est une commune du județ de Teleorman situé en Roumanie.